# 광평로
광평로(廣平路, Gwangpyeong-ro)는 서울특별시 강남구 개포2동 일원터널에서 송파구 문정2동 광평교까지를 잇는 도로이다. 일원터널에서 영동대로와 직결되고, 광평교에서 중대로와 직결된다.
도로명은 이 도로 인근에 조선 세종의 5남인 광평대군의 묘역이 있어, 그의 군호에서 따왔다.

## 경유지
- 일원터널 - 일원역 - 대왕중학교 - 수서역 - 수서동 주민센터 - 광평교